# 孔家营站
孔家营站（蒙古语：ᠺᠦᠩ ᠵᠢᠶᠠ ᠶᠢᠩ）是呼和浩特地铁1号线的地铁车站，位于中华人民共和国内蒙古自治区呼和浩特市回民区钢铁路街道孔家营村西侧地下，2019年12月29日開通运营。

## 车站结构
孔家营站位于孔家营村西侧，沿新华西街东西向布置，长度191米，标准段宽度19.7米，为地下两层岛式车站。
| 地面              | 出入口 | A-D出入口 |
| 地下一层          | 站厅   | 客服中心、自动售票机、验票机                                                                                            |
| 地下二层          | 站台层 | \| \| \| █ 1号线往伊利健康谷（西二环路） \| \| 島式 · 開左邊车门 \| \| \| \| \| \| █ 1号线往坝堰（机场）（呼钢南路） \| |
|                   |        | █ 1号线往伊利健康谷（西二环路）                                                                                         |
| 島式 · 開左邊车门 |        | |
|                   |        | █ 1号线往坝堰（机场）（呼钢南路）                                                                                       |

## 车站出口
孔家营站共设4个出口，各出口及周围设施如下所示：
| 出口编号            | 照片 | 地点             | 可到达目的地               |
| ------------------- | ---- | ---------------- | -------------------------- |
| A · 出口 · （设有） |      | 新华西街（北侧） | 呼和浩特市技工學校         |
| B · 出口            |      | 新华西街（南侧） | 呼和浩特热电开发经营总公司 |
| C · 出口            |      | 新华西街（南侧） |                            |
| D · 出口            |      | 新华西街（北侧） | 金海工业园区               |
| 图例： 设有         |      |                  |                            |

## 接驳交通

### 公交车
- 呼市技工学校：4路、8路、24路、41路、K1路、夜间4号线

## 历史
- 2017年7月21日，车站主体结构封顶[3]。
- 2019年12月29日，本站随1号线通车一同开通[1]。